# 쯔 꾸옥 응으
쯔 꾸옥 응으(베트남어: Chữ Quốc Ngữ / 𡨸國語?)는 베트남어를 라틴 문자로 표기하는 베트남어의 로마자 표기법이다.
몇 개의 이중음자와 9개의 추가적인 강세 기호 또는 발음 구별 기호를 가진 로마자에 기반하며, 그 기호 중 4개는 다른 소리를 만들고, 나머지 다섯 개는 각 단어의 성조를 나타낸다. 많은 단어가 동일한 발음에 대해 두 개의 발음 기호를 가지고 있으며, 베트남 문어를 쉽게 구별하게 한다.

## 문자명과 발음
12개의 모음과 17개의 자음을 합쳐서 29개의 자모가 있다.
| 대문자 | 대문자 | 대문자 | 대문자 | 대문자 | 대문자 | 대문자 | 대문자 | 대문자 | 대문자 | 대문자 | 대문자 | 대문자 | 대문자 | 대문자 | 대문자 | 대문자 | 대문자 | 대문자 | 대문자 | 대문자 | 대문자 | 대문자 | 대문자 | 대문자 | 대문자 | 대문자 | 대문자 | 대문자 | A | Ă | Â | B | C | D | Đ | E | Ê | G | H | I | K | L | M | N | O | Ô | Ơ | P | Q | R | S | T | U | Ư | V | X | Y |
| 소문자 | 소문자 | 소문자 | 소문자 | 소문자 | 소문자 | 소문자 | 소문자 | 소문자 | 소문자 | 소문자 | 소문자 | 소문자 | 소문자 | 소문자 | 소문자 | 소문자 | 소문자 | 소문자 | 소문자 | 소문자 | 소문자 | 소문자 | 소문자 | 소문자 | 소문자 | 소문자 | 소문자 | 소문자 | a | ă | â | b | c | d | đ | e | ê | g | h | i | k | l | m | n | o | ô | ơ | p | q | r | s | t | u | ư | v | x | y |

베트남어는 아래와 같이 10개의 이중음자가 있고, 1개의 삼중음자가 있다.
CH, GH, GI, KH, NG, NGH, NH, PH, QU, TH, TR
이러한 자모들은 이전에는 하나의 자모로 보고 사전에서도 이에 따라 배열했다.(c로 시작하는 단어가 모두 끝나고 ch로 시작하는 단어를 따로 묶었다) 지금은 이들 자모를 개개의 철자로 나누어서 다루고 있으며, CH는 요즘 사전에서는 CA와 CO의 사이에 나온다.
자음 F, J, W와 Z는 베트남어 고유음이 아니라, 외국어에서 차용된 자음의 표기에만 쓰인다. W는 종종 Ư의 생략형으로 사용된다. 비공식적인 작문에서 W, F, 그리고 J는 종종 QU, PH, 그리고 GI를 각각 줄인 형태로 사용된다.
| 문자    | 이름                    | 한국어           | IPA                             |
| ------- | ----------------------- | ---------------- | ------------------------------- |
| A a     | a                       | 아               | aː                              |
| Ă ă     | á                       | 아               | a                               |
| Â â     | ớ                       | 어               | ə, ɜ                            |
| B b     | bê                      | 베               | ɓ, ʔb                           |
| C c     | xê                      | 세               | k                               |
| D d     | dê                      | 제               | 북쪽 방언: z, 남쪽 방언 : j     |
| Đ đ     | đê                      | 데               | ɗ, ʔd                           |
| E e     | e                       | 애               | ɛ                               |
| Ê ê     | ê                       | 에               | e                               |
| (F) (f) | ép, ép-phờ              | 앱, 앱퍼         | f                               |
| G g     | giê                     | 졔               | ɣ ʒ（i, ê, 그리고 e 앞에）      |
| H h     | hát                     | 핫               | h                               |
| I i     | i, i ngắn               | 이               | i                               |
| (J) (j) | gi, ji                  | 지               | ʒ                               |
| K k     | ca, ka                  | 까               | k                               |
| L l     | e-lờ                    | 앨러             | l                               |
| M m     | em-mờ                   | 앰머             | m                               |
| N n     | en-nờ                   | 앤너             | n                               |
| O o     | o                       | 오               | ɔ                               |
| Ô ô     | ô                       | 오               | o                               |
| Ơ ơ     | ơ                       | 어               | əː, ɜː                          |
| P p     | pê                      | 페               | p                               |
| Q q     | quy                     | 꾸이             | k                               |
| R r     | e-rờ                    | 애러             | 북쪽 방언 : z, 남쪽 방언 : ʐ, ɹ |
| S s     | ét-sì                   | 앳씨             | 북쪽 방언 : s, 남쪽 방언 : ʂ    |
| T t     | tê                      | 떼               | t                               |
| U u     | u                       | 우               | u                               |
| Ư ư     | ư                       | 으               | ɯ                               |
| V v     | vê                      | 베               | 북쪽 방언 : v, 남쪽 방언 : j    |
| (W) (w) | vê kép, vê đúp, đáp liu | 베깹, 베둡, 답류 | w                               |
| X x     | ích-xì                  | 익시             | s                               |
| Y y     | i, i dài, i-cờ-rét      | 이               | i                               |
| (Z) (z) | dét, zét, giét          | 잿               | z                               |

## 음조 부호
| 이름  | 한국어 | 음조                     | 표기법        | 강세화된 모음                                              | 강세화된 모음 |
| ----- | ------ | ------------------------ | ------------- | ---------------------------------------------------------- | ------------- |
| Ngang | 응앙   | 중간 수준, ˧             | 표기 없음     | A/a, Ă/ă, Â/â, E/e, Ê/ê, I/i, O/o, Ô/ô, Ơ/ơ, U/u, Ư/ư, Y/y |               |
| Huyền | 후옌   | 낮게 떨어지는, ˨˩        | 저 강세       | À/à, Ằ/ằ, Ầ/ầ, È/è, Ề/ề, Ì/ì, Ò/ò, Ồ/ồ, Ờ/ờ, Ù/ù, Ừ/ừ, Ỳ/ỳ |               |
| Sắc   | 싹     | 높이 올라가는, ˧˥        | 날카로운 강세 | Á/á, Ắ/ắ, Ấ/ấ, É/é, Ế/ế, Í/í, Ó/ó, Ố/ố, Ớ/ớ, Ú/ú, Ứ/ứ, Ý/ý |               |
| Hỏi   | 호이   | 잠기는, ˧˩˧              | 고리          | Ả/ả, Ẳ/ẳ, Ẩ/ẩ, Ẻ/ẻ, Ể/ể, Ỉ/ỉ, Ỏ/ỏ, Ổ/ổ, Ở/ở, Ủ/ủ, Ử/ử, Ỷ/ỷ |               |
| Ngã   | 응아   | 성문음으로 올라가는, ˧ˀ˥ | 물결표        | Ã/ã, Ẵ/ẵ, Ẫ/ẫ, Ẽ/ẽ, Ễ/ễ, Ĩ/ĩ, Õ/õ, Ỗ/ỗ, Ỡ/ỡ, Ũ/ũ, Ữ/ữ, Ỹ/ỹ |               |
| Nặng  | 낭     | 성문음으로 떨어지는, ˧ˀ˨ | 아래 점       | Ạ/ạ, Ặ/ặ, Ậ/ậ, Ẹ/ẹ, Ệ/ệ, Ị/ị, Ọ/ọ, Ộ/ộ, Ợ/ợ, Ụ/ụ, Ự/ự, Ỵ/ỵ |               |

## 역사

쯔놈

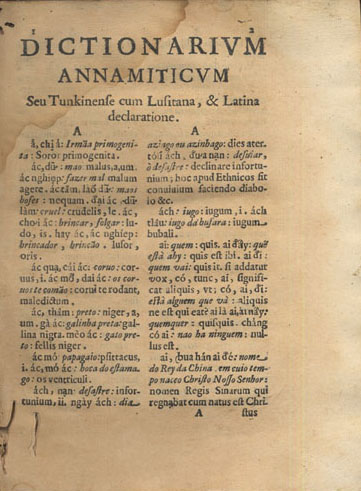
1651년 알렉상드르 드 로드에 의해 출간된 사전

13세기까지 베트남에서는 자국어의 표기에 한뜨(베트남어: Hán tự / 漢字, 한자)와 쯔뇨(베트남어: chữ Nho / 𡨸儒, 한문)를 사용하였다. 베트남 고유어의 문자 표기인 쯔놈(베트남어: chữ Nôm / 𡨸喃?)은 14세기 경부터 사용되었는데, 이는 한자(漢字)에 기반하여 한 글자가 각각 한 단어를 나타냈기 때문에 베트남어를 표기하는 데에 여전히 한계가 있었고, 습득이 어렵고 통일된 규범도 정비되지 않아 공문서에는 한자만이 사용되었다.
16세기에 베트남에서 활동하던 포르투갈 선교사들이 베트남어 습득을 목적으로 1527년부터 라틴 문자로 베트남어를 적기 시작했는데, 이것이 현대 쯔꾸옥응으의 기원이 되었다. 1624년부터 1644년까지 베트남에서 활동한 예수회의 프랑스인 선교사 알렉상드르 드 로드(Alexander de Rhodes)는 1651년에 로마에서 《Dictionarium Annamiticum Lusitanum et Latinum》라는 베트남어 사전을 출간하였는데, 이 사전에 베트남어 표기로 쯔꾸옥응으가 사용되었다.
19세기까지 쯔꾸옥응으는 주로 유럽 선교사들의 베트남어 습득용으로 쓰였고, 베트남에서는 계속 한자와 쯔놈이 사용되었다. 이런 상황에 변화가 온 것은 베트남이 프랑스 식민지가 되면서부터였다. 1885년 청불전쟁에서 승리한 프랑스는 베트남에서 프랑스어의 공용화를 원활하게 추진하기 위한 수단으로 로드의 표기법인 쯔꾸옥응으를 보급하였다.
프랑스 식민지 초기에 쯔꾸옥응으는 베트남인들에게 오랑캐 글자로 인식되어 배척되었으나, 쯔꾸옥응으가 보급된 지역을 중심으로 문맹률이 낮아지자 지식인들 사이에서도 이를 적극적으로 이용해 문맹퇴치와 민족주의 운동에 활용하자는 의견이 일기 시작했다. 이에 따라 베트남 민족주의자들이 세운 통킹 자유학교 등 교육기관에서 1910년부터 이 글자를 교육하기 시작하였고, 프랑스 식민지 정부에 대항하기 위한 목적으로 펴낸 비정규적인 출판물에서조차 이 글자가 사용되었다. 1918년에는 베트남의 형식적 군주였던 카이딘이 공문서에서 한자(漢字) 표기를 폐지했다. 이후 1945년까지 베트남에서는 한자를 쓰는 전통 지식인층과 쯔꾸옥응으를 쓰는 신흥 지식인층이 병존함으로써 신문, 잡지, 서적 등이 복수 문자로 간행되었다.
1945년 베트남민주공화국은 쯔꾸옥응으를 베트남어의 공식 문자로 정해 이런 상황에 종지부를 찍었다. 꾸옹응으는 베트남의 문맹률을 낮추는데 크게 기여하였지만, 프랑스의 식민지배를 용이하게 하기 위한 수단으로 보급되어 이후 프랑스 제국주의자들과 베트남 공산주의자들이 유교와 불교를 기반으로 한 베트남의 전통 문화를 파괴하는 도구로 이용한 측면이 있음도 무시할 수 없다.

## 같이 보기
- 베트남어
- 베트남어의 한글 표기
- 쯔놈
- 한월어